# Єнбек (Катон-Карагайський район)
Єнбе́к (каз. Еңбек) — село у складі Катон-Карагайського району Східноказахстанської області Казахстану. Входить до складу Урильського сільського округу.
Населення — 285 осіб (2021; 440 у 2009, 613 у 1999, 678 у 1989).
Національний склад станом на 1989 рік:
- казахи — 100 %

У радянські часи село називалось також Ембек.